# 布莱文·奈特
布莱文·阿东·奈特（英語：Brevin Adon Knight，1975年11月8日—），美国NBA联盟职业篮球运动员。他在1997年的NBA选秀中第1轮第16顺位被克里夫兰骑士选中。